# Africada dental no sibilante sorda
La africada sorda dental no sibilante es un tipo de sonido consonántico, utilizado en el habla de algunas lenguas. Los símbolos en el Alfabeto Fonético Internacional que representa este sonido son ⟨ t͡θ ⟩, ⟨ t͜θ ⟩, ⟨ t̪͡θ ⟩ y ⟨ t̟͡θ ⟩.

## Características
Características del sonido africado dental no sibilante sordo:
- Su forma de articulación es africada, lo que significa que se produce al detener primero el flujo de aire por completo, y luego permitir que el aire fluya a través de un canal restringido en el lugar de la articulación, causando turbulencia.
- Su lugar de articulación es dental, lo que significa que se articula con la punta o con la lámina de la lengua sobre los dientes superiores, según sea apical o laminal. Téngase en cuenta que la mayoría de las consonantes oclusivas y líquidas descritas como dentales son en realidad denti-alveolares.
- Es una consonante sorda, lo que significa que se produce sin vibraciones de las cuerdas vocales. En algunos idiomas, las cuerdas vocales se separan activamente, por lo que siempre es sorda; en otros, las cuerdas están laxas, de modo que puede asumir la sonoridad de los sonidos adyacentes.
- Es una consonante oral, lo cual significa que se permite escapar el aire a través de la boca solamente.
- Es una consonante central, lo que significa que se produce al dirigir la corriente de aire a lo largo del centro de la lengua, en lugar de a los lados.
- El mecanismo del flujo de aire es pulmonar, lo que significa que se articula empujando el aire únicamente con los pulmones y el diafragma, como en la mayoría de los sonidos.

## Ejemplos en otros idiomas
| Idioma   | Idioma                 | Palabra   | AFI     | Significado | Notas                                                                                  |
| -------- | ---------------------- | --------- | ------- | ----------- | -------------------------------------------------------------------------------------- |
| Birmano  | Birmano                | သုံး / thon: | [t̪͡θòʊ̯̃]  | 'tres'      | Es una ejecución común de θ.                                                           |
| Dené     | Dené                   | ddhéth    | [t̪͡θɛ́θ]  | 'esconder'  | Contrasta los sonidos no aspirados, aspirados y los africados eyectivos.               |
| Inglés   | Dublín                 | think     | [t̪͡θɪŋk] | 'pensar'    | Corresponde a θ en otros dialectos; puede ser también t̪.                               |
| Inglés   | Maori                  | think     | [t̪͡θɪŋk] | 'pensar'    | Realización posible de θ.                                                              |
| Inglés   | Nueva York             | think     | [t̪͡θɪŋk] | 'pensar'    | Corresponde a θ en otros dialectos, puede ser t̪ una θ fricativa.                       |
| Inglés   | Pronunciación recibida | tenth     | [tɛnt̪θ] | 'décimo'    | La [n] se puede dentalizar, pero no existe un símbolo en el AFI para una nasal dental. |
| Mandarín | Yinan                  | 攥        | [t̪͡θɑ̃˥]  | 'agarrar'   |                                                                                        |